# インゲボリ・エリクスドッテル・アヴ・スヴェーリエ
インゲボリ・エリクスドッテル（Ingeborg Eriksdotter, 1212年ごろ - 1254年6月17日）は、スウェーデン王エリク10世の娘でエリク11世の姉。ビルイェル・ヤールと結婚し、スウェーデン王となるヴァルデマール1世とマグヌス3世の母となった。

## 生涯
インゲボリはスウェーデン王エリク10世とリキサ・ア・ダンマークの間の長女である。弟エリク11世が後見人で摂政であったクヌート・ホルムイェルソン（その後スウェーデン王クヌート2世となる）により1229年に廃位された後、インゲボリは亡命先のデンマークで過ごした。
1234年、エリク11世は簒奪者クヌート2世の死後に復位し、インゲボリの結婚はこの頃に決められた。この結婚によりインゲボリとエリク11世は強大なビェルボ家と同盟関係を結ぶことができた。
インゲボリは夫ビルイェル・ヤールとの間に多くの子女をもうけた。1250年、弟エリク11世が嗣子なく死去し、インゲボリの長男ヴァルデマールがエリク11世の王位継承者として選ばれた。ヴァルデマールはエリク11世の姉インゲボリの息子であったため王として選ばれたのであり、ヴァルデマールが若年の間は夫ビルイェル・ヤールが摂政をつとめた。息子の即位によりインゲボリは王太后となった。
インゲボリは弟エリク11世の死後、唯一生存していた姉妹であったため、エリクの財産を相続したと記録されている。インゲボリは40代になっても子供を産み、その死因も恐らく双子の出産時の合併症であったとみられている。

## 子女
以下は成人した子女である。
- リキサ（1238年 - ?） - 1251年にノルウェー王太子ホーコン・ホーコンソン若公（ホーコン4世の子）と結婚、メクレンブルク＝ヴェルレ領主ハインリヒ1世と結婚
- ヴァルデマール1世（1239年 - 1302年） - スウェーデン王（1250年 - 1275年）
- クリスティーナ - シッゲ・グットルムソンと結婚
- マグヌス3世（1240年 - 1290年） - スウェーデン王（1275年 - 1290年）
- カタリーナ（推定）（1245年 - 1289年） - アンハルト伯ジークフリート1世と結婚
- エリク（1250年 - 1275年） - スモーランド公
- インゲボリ（推定）（1254年 - 1302年6月30日） - 1270年にザクセン＝ラウエンブルク公ヨハン1世と結婚
- ベンクト（1254年 - 1291年） - リンシェーピング司教、フィンランド公